# Progomphus risi
Progomphus risi é uma espécie de libelinha da família Gomphidae.
Pode ser encontrada nos seguintes países: Guatemala e México.
Os seus habitats naturais são: florestas subtropicais ou tropicais húmidas de baixa altitude e rios.
Está ameaçada por perda de habitat.